# Substance for God
Substance for God war eine israelische Gothic-Metal-Band. 

## Geschichte
Die Band wurde 1992 gegründet und veröffentlichte 1994 das Studioalbum Assembly of Flowers, das in Europa via Nuclear Blast vertrieben wurde. Als dieses Label 1996 die Videokompilation Beauty in Darkness veröffentlichte, war die Band mit dem Video zu The Swan Song vertreten. Weitere Veröffentlichungen der Gruppe blieben aus.

## Stil
Aldo Quispel von Doom-Metal.com ordnet die Musik dem Death Doom und Gothic Metal zu und zieht herbei Vergleiche zu Interpreten und Vorläufern des Genres wie Paradise Lost, The Sisters of Mercy, Visceral Evisceration und Joy Division. Der Gesang variiert ihm zur Folge zwischen gutturalem Growling und Klargesang der jenem von Andrew Eldritch entspricht. Die Musik orientiere sich überwiegend an Paradise Lost und Visceral Evisceration, kombiniere den Death Doom jedoch mit dem sporadischen Einsatz von Flöten, Streichern und weiblichem Gesang. Wodurch eine atmosphärische „Kombination aus dem Gefühl der 80er-Jahre-Gothic-Musik und dem Death Doom der frühen 90er Jahre“ entstünde.

## Diskografie
- 1993: Live Promo (Demo)
- 1994: Assembly of Flowers (Album, Brand New Entertainment)